# Wichi (langue)
Cet article concerne la langue wichi. Pour le peuple, voir Wichí.
Le wichí ou weenhayek ou encore wichí lhamtés, noctenes, matahuayo, matako, weʃwo, mataco (ce dernier terme étant commun mais péjoratif) est une langue amérindienne de la famille des langues mataguayo parlées en Argentine dans les provinces de Chaco, Formosa et Salta et dans le département de Tarija en Bolivie par 35 000 Wichi.

## Répartition et statut
Il s'agit de la troisième langue la plus parlée du département de Tarija en Bolivie, loin après l'espagnol et le quechua. 
La langue constitue également une langue officielle de la Bolivie depuis la promulgation de la Constitution de 2009. 

## Variétés
Le SIL International, organisme qui attribue les codes ISO 639-3, ainsi que Glottolog recensent trois variétés :
- mzh : le wichi güisnay (en)
- mtp : le wichi nocten (en)
- wlv : le wichi vejoz (en)

Les linguistes Pedro Viegas Barro et Kenneth Claesson ne parlent pas d'un tel classement.